# ماسيمو بيانكي
ماسيمو بيانكي (بالإيطالية: Massimo Bianchi)‏ (و. 1955 – م) هو لاعب كرة السلة، ومدرب كرة سلة، من إيطاليا، ولد في ميلانو.